# Orkla
Orkla est un conglomérat norvégien, une grande partie de son activité est consacrée à l'agroalimentaire et dans une moindre mesure au produit d'hygiène. Son siège se trouve à Oslo.

## Histoire
Orkla est de sa création jusqu'au milieu du XXe siècle, une entreprise centrée sur le secteur des mines et du transport ferroviaire.
En juillet 2017, Norsk Hydro annonce l'acquisition pour 3,2 milliards de dollars des 50 % qu'il ne possède pas dans Sapa Group, une co-entreprise ayant 22 400 employés, participation qui appartenait à Orkla.

## Entreprises
- Abba Seafood, entreprise suédoise de conserverie de poisson.
- SIA Orkla Confectionery & Snacks Latvija (lv), entreprise lettonne de confiseries, biscuits et boissons, produits d'hygiène et produits alimentaires pour les professionnels de la restauration.
- Sonneveld, produits de boulangerie et pâtisserie